# Static Age
Static Age (англ. «Статический возраст») — четвёртый (первый) студийный альбом американской хоррор-панк группы The Misfits. Был записан в 1978 году, но выпущен только в 1996 году.

## Об альбоме
В августе 1977 года The Misfits выпустили свой дебютный сингл «Cough/Cool» на лейбле Blank Records, управляющим которого был Гленн Данциг. Несколько месяцев спустя лейбл Mercury Records предложил Данцигу тридцать часов студийного времени в обмен на права на имя Blank Records. Предложение было принято, и в январе-феврале 1978 года Misfits записали семнадцать треков.
Однако группа не смогла найти лейбл, заинтересованный в выпуске альбома, поэтому они ограничились выпуском четырёх треков: «Bullet», «We Are 138», «Attitude», и «Hollywood Babylon».
В 1996 году The Misfits представила бокс-сет The Misfits, в который входил полный альбом Static Age, спустя восемнадцать лет после записи: четырнадцать треков, записанных в 1978 году, и три трека («She», «Spinal Remains» и «In the Doorway»), смикшированные в 1996 году. В 1997 году Static Age был издан в формате одиночного CD.

## Песни
Несколько песен альбома основаны на фильмах ужасов и американской истории 1960-х и 1970-х годов. «Return of the Fly» заимствует своё название у фильма «Return of the Fly» («Возвращение мухи»), 1959 года. «Bullet» ссылается на убийство президента Джона Кеннеди. «She» предположительно рассказывает о Патрисии Херст.

## Список композиций
1. «Static Age» — 1:47
2. «TV Casualty» — 2:24
3. «Some Kinda Hate» — 2:02
4. «Last Caress» — 1:57
5. «Return of the Fly» — 1:37
6. «Hybrid Moments» — 1:42
7. «We Are 138» — 1:41
8. «Teenagers from Mars» — 2:51
9. «Come Back» — 5:00
10. «Angelfuck» — 1:38
11. «Hollywood Babylon» — 2:20
12. «Attitude» — 1:31
13. «Bullet» — 1:38
14. «Theme for a Jackal» — 2:41
15. «She» — 1:24
16. «Spinal Remains» — 1:27
17. «In the Doorway» — 1:25
18. Untitled (studio banter and recording outtakes) — 8:43
19. Untitled (blank track) — 0:06

## В работе над альбомом участвовали
- Гленн Данциг — вокал
- Джерри Онли — бас-гитара
- Фрэнк Ликата (под псевдонимом Фрэнче Кома) — гитара
- Джим Катанья (под псевдонимом Мистер Джим) — ударные